# Koliny
Koliny – substancje chemiczne wytwarzane przez rośliny wyższe wpływające na wzrost i rozwój roślin wyższych rosnących w pobliżu. Jest to grupa związków zaliczanych do allelopatin i w znacznym stopniu decydują o składzie gatunkowym formacji roślinnych. Substancje allelopatyczne mogą być wytwarzane przez tkankę gruczołową organów nadziemnych i uwalniane w formie lotnej lub rzadziej w wyniku eksudacji przez system korzeniowy.